# Lauren-Marie Taylor
Pour les articles homonymes, voir Taylor.
Lauren-Marie Taylor, née le 1er novembre 1961 dans le Bronx, à New York, est une actrice américaine.

## Biographie
Elle est principalement connue pour le rôle de Vickie dans Vendredi 13 : Le Tueur du vendredi (1981), ainsi que pour avoir incarné Stacey Donovan Forbes dans le soap opera Amoureusement votre, de 1983 à 1995.

## Filmographie

### Cinéma
- 1981 - Le Tueur du vendredi : Vickie
- 1981 - Les Voisins : Elaine Keese
- 1982 - Girls Nite Out : Sheila Robinson
- 2024 : In a Violent Nature

### Télévision
- 1980-1981 : Ryan's Hope (série TV) (3 épisodes) : Eleanor Skofield
- 1983- 1995 : Amoureusement votre (série TV) (505 épisodes) : Stacey Donovan Forbes
- 1984 : The Cracker Brothers (Téléfilm)
- 1987 : Pound Puppies (série TV)